# Luis de Briceño
Pour les articles homonymes, voir Briceño.
Luis de Briceño est un compositeur espagnol établi à Paris au début du règne de Louis XIII, connu pour avoir y publié une méthode pour guitare à 5 cordes en 1626.

## Biographie
Il est probablement d’origine galicienne. L’époque et les conditions précises de sa venue en France sont inconnues ; on sait cependant qu’il est déjà à Paris en 1614, lorsqu’il insère un sonnet dans un livre publié en espagnol cette année-là. Les deux actes qu’on connaît sur lui le citent comme « maître joueur d’instruments ».
Il est marié à Anne Gaultier, de qui il a eu deux fils Charles et Claude, tous deux baptisés en 1627 à Saint-Sulpice. Le parrain du premier est le facteur d’instruments Claude Lesclop, les parrain et marraine du second sont Bertrand de Vignolles, maréchal de camp de Louis XIII, et Jeanne de Montluc, épouse du marquis de Sourdis. Ces relations, comme les dédicataires de la méthode guitare qu’il publie en 1626, révèlent que Briceño fréquente des milieux nobles et proches du roi. 
Il est un des premiers à publier une tablature pour la guitare, publication qui constitue une étape importante dans la pratique de cet instrument en France. Il profite d’une mode espagnole qui sévit à Paris à cette époque - le mariage d’Anne d'Autriche et de Louis XIII date de 1615 - et qui se traduit par l’écriture d’airs espagnols par les compositeurs du temps, par l’acclimatation de certaines danses telles la passacaille ou la sarabande, et par l’apparition fréquente du personnage de l’Espagnol dans les ballets de cour contemporains.

## Œuvres

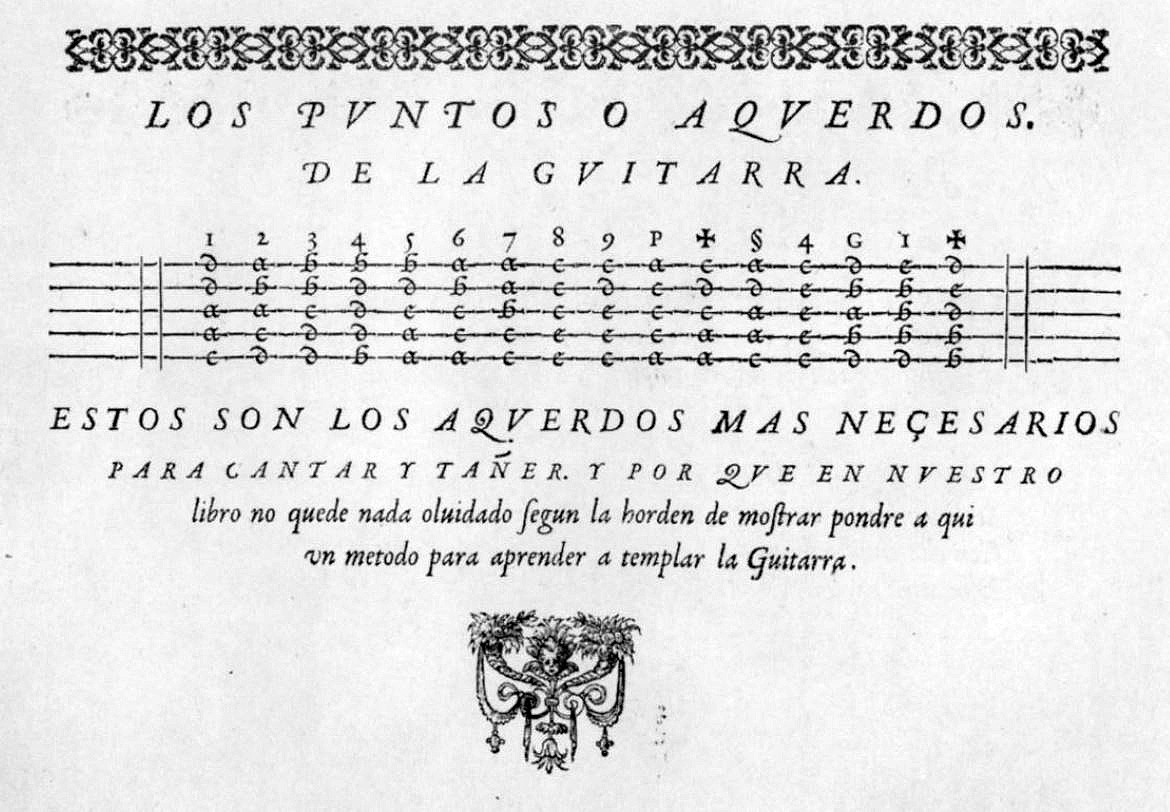
Une page de la Metodo muy facilissimo (Paris, 1626).

- Metodo mui facilissimo para aprender a tañer la guitarra a lo Español. Compuesto por Luis de Briçeño...  - Paris : Pierre I Ballard, 1626. 1 vol. 4° oblong, 24 f. avec tablature pour guitare. RISM B-VI p. 177, Guillo 2003 n° 1626-D. Fac-similé Minkoff, 1972.

Dédicace à Madame de Chales, pièces liminaires de et pour Monsieur [Barthélémy] Du Pré, conseiller du roi en son Grand conseil, et pour M. [Robert de] Franquetot. Contient 39 pièces pour guitare seule (gaillardes, sarabandes,  passacailles...) ou pour voix et guitare (romances, chansons, sarabandes, chaconnes, pavanes, seguedilles...). Sur les concordances manuscrites des pièces, voir Baron 1977. L’ouvrage est écrit pour la guitare à 5 cordes ; la tablature utilise des lettres capitales pour désigner la position des doigts sur la touche.
Le seul exemplaire connu (Paris BNF (Mus.) : Rés Vm8 u.1) provient de l’ancienne collection des Minimes de Paris. L’ouvrage est cité dans le Traité des instruments de musique de Pierre Trichet et dans L’Harmonie universelle de Marin Mersenne (Livre second des Instrumens, f. 96v).

## Discographie
- Luis de Briceño : el Fenix de Paris par Le poème harmonique, dir. Vincent Dumestre. 1 CD Alpha 182, 2011.